# أنارك (لوداب)
أنارك (بالفارسية: انارک برمیون) هي قرية تقع في إيران في قسم لوداب الريفي. يقدر عدد سكانها بـ 131 نسمة بحسب إحصاء 2016.